# 傑夫·科塔茲
傑夫·科塔茲（Jeff Coetzee，1977年4月25日—）是一位南非職業網球運動員。
截至目前，科塔茲奪得6座ATP雙打冠軍。他曾参加2008年夏季奥林匹克运动会，结果在双打第一轮被淘汰。

## 外部連結
- 傑夫·科塔茲（英文/西班牙文）的官方資料
- 傑夫·科塔茲的國際網球總會 職業／青少年 官方資料（英文）
- 傑夫·科塔茲的官方資料（英文）